# Mésophase
Une mésophase (ou état mésomorphe) est une phase propre aux cristaux liquides, intermédiaire entre les états liquide isotrope et solide cristallin.
Un exemple connu de mésophase, état aussi appelé soliquid, est la gélatine. Ce blob que l'on retrouve parfois dans les jeux vidéo est en effet un solide partiellement organisé qui fond précocement.
En 1922, Georges Friedel distingua trois types de mésophase : états nématique, smectique et cholestérique.